# Saxifraga camposii
Saxifraga camposii är en stenbräckeväxtart som beskrevs av Pierre Edmond Boissier och Reuter. Saxifraga camposii ingår i Bräckesläktet som ingår i familjen stenbräckeväxter. Inga underarter finns listade i Catalogue of Life.